# Service d'État des frontières azerbaïdjanaise
Le Service d'État des frontières azerbaïdjanaise (azéri : Azərbaycan Respublikası Dövlət Sərhəd Xidməti) et la garde frontalière de l'Azerbaïdjan qui est une branche des Forces armées azerbaïdjanaises chargée de la surveillance des frontières de l'Azerbaïdjan (frontière avec l'Arménie, avec la Géorgie, avec l'Iran, avec la Russie et avec la Turquie).
Le Service d'État des frontières azerbaïdjanaise a été établi le 31 juillet 2002 par décret du Président de la République d'Azerbaïdjan Heydar Aliyev, par le transfert des troupes frontalières de la compétence du ministère de la Sécurité nationale de l'Azerbaïdjan. Le Service d'État des frontières azerbaïdjanaise possède 15 BMD-1, 74 BMP-1, 11 BRM-1K et 54 BTR-60, BTR-70 et BTR-152.
La Garde côtière azerbaïdjanaise, qui a déjà été établie en 2001, est également une partie du Service national des frontières, depuis 2005 par décret du Président de la République d'Azerbaïdjan Ilham Aliyev. La nouvelle base de la Garde côtière a été construite dans le quartier Türkan à Bakou. 

## Histoire

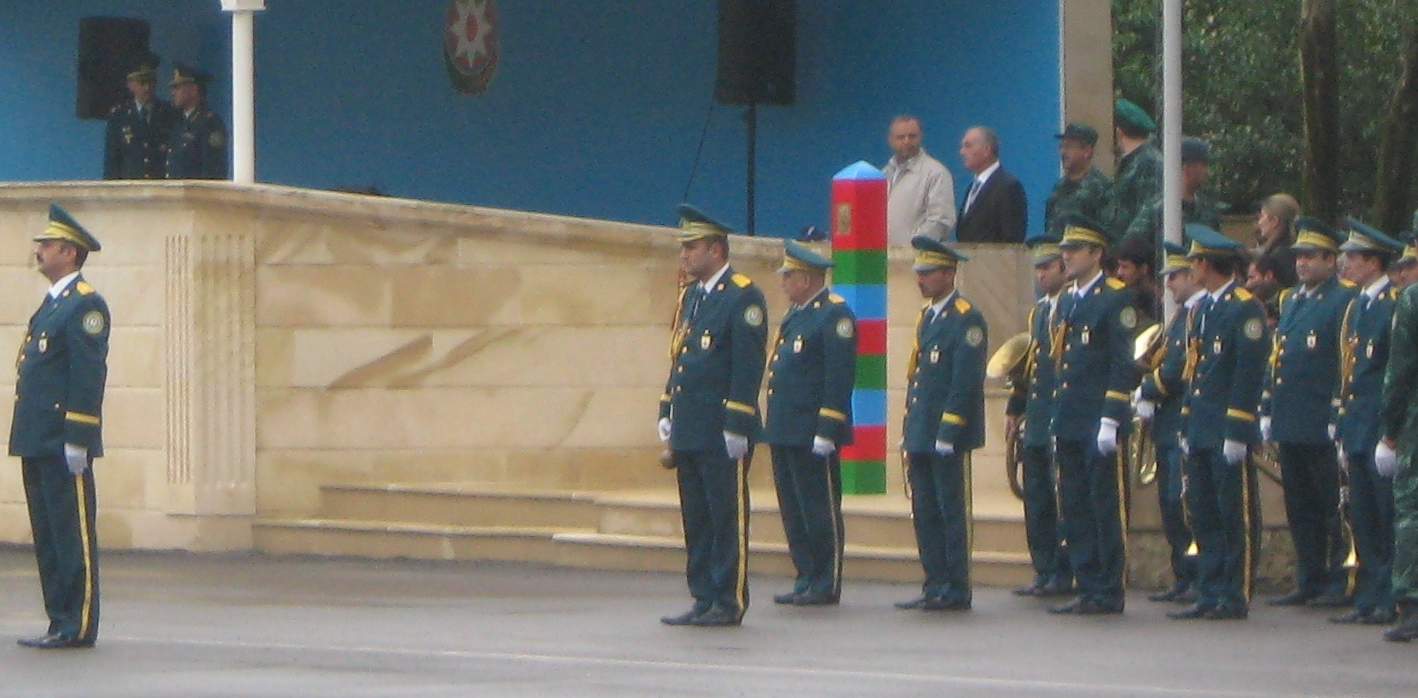
Bande des services frontaliers de l'Azerbaïdjan

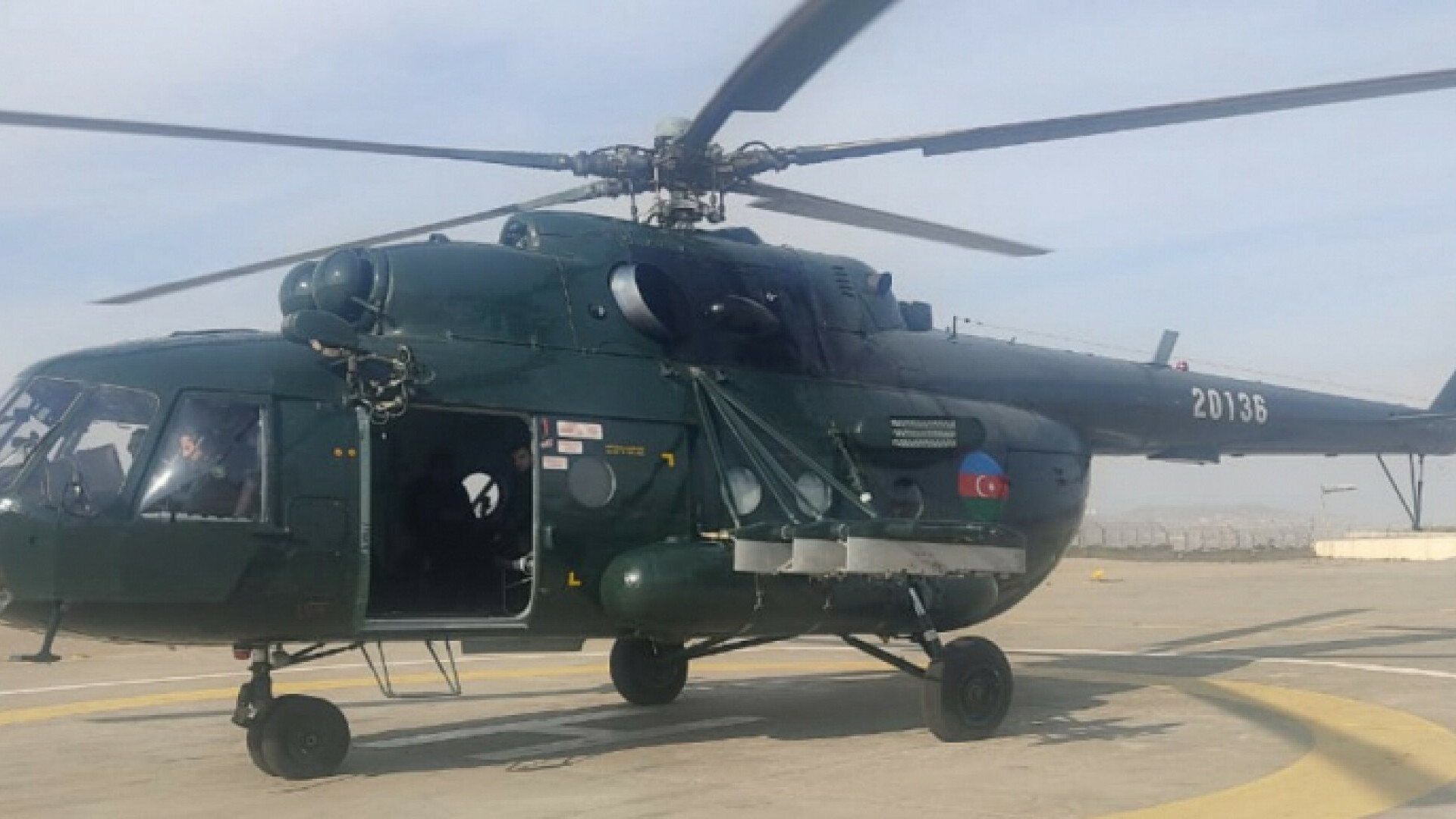
Le Mi-17 qui sera accidenté le 30 novembre 2021.

Le Service national des frontières de l’Azerbaïdjan a été créé le 31 juillet 2002 par décret du Président de l’Azerbaïdjan Heydar Aliyev, par le retrait des troupes frontalières du ressort du Ministère de la sécurité nationale de l’Azerbaïdjan. La fonction principale des gardes-frontières est de protéger les frontières azerbaïdjanaises de tout acte illégal et d'empêcher le trafic illégal d'armes, de drogues et de personnes dans le pays.  
Le colonel-général Eltchin Gouliyev est chef des services frontaliers et commandant des troupes frontalières[Quand ?].
Parmi les autres organismes chargés de l'application de la loi en Azerbaïdjan figurent les troupes internes de l'Azerbaïdjan et la Garde nationale azerbaïdjanaise.
Le 30 novembre 2021, un accident d'un Mil Mi-17 de ce service fait 14 tués sur les 17 personnes à bord.

## Brigade maritime (garde côtière azerbaïdjanaise)

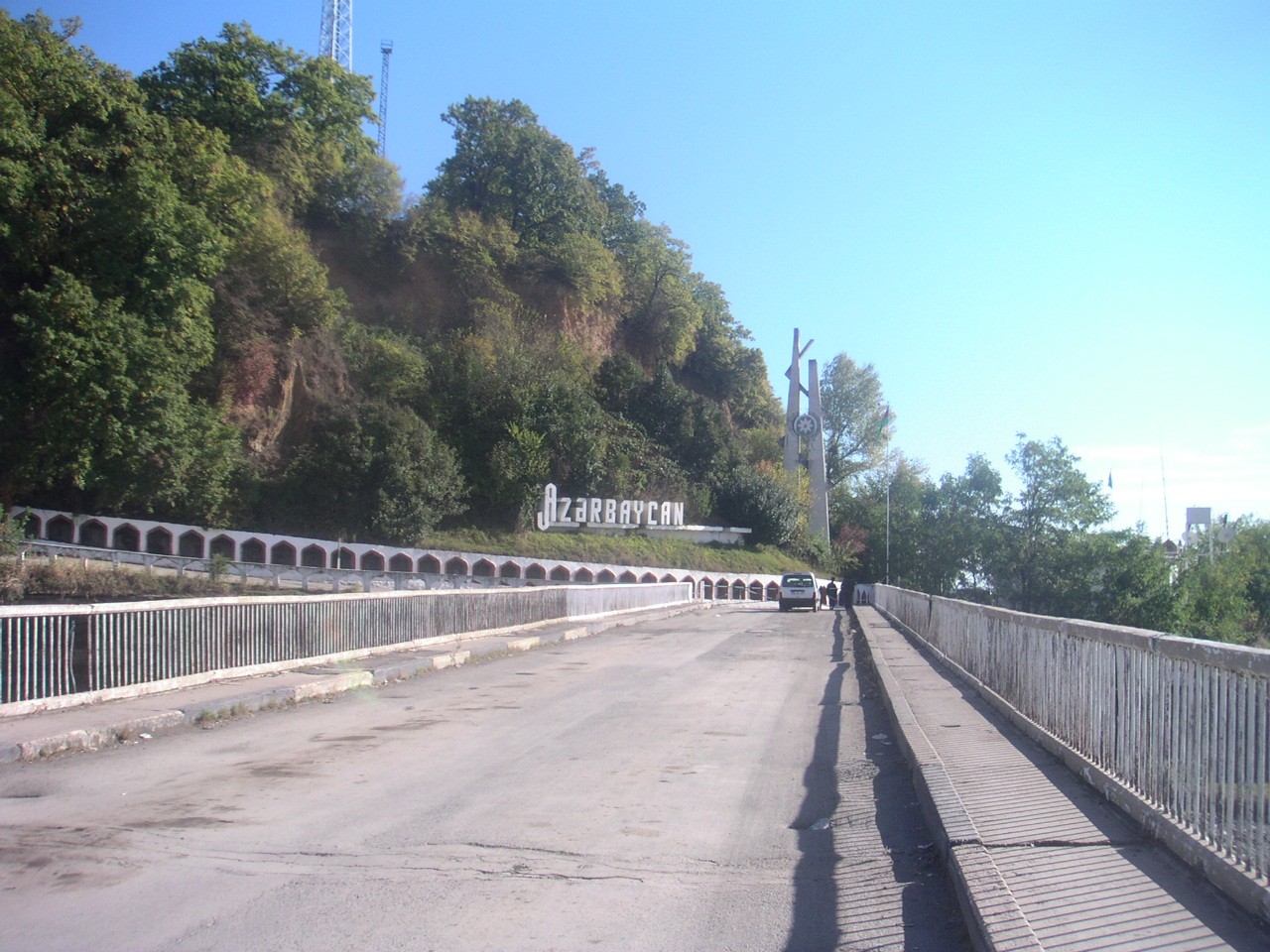
La frontière internationale entre l’Azerbaïdjan et la Géorgie à Balakan.

Les garde-côtes azerbaïdjanais sont des forces de l'ordre azéri qui font partie du service des frontières de l'État. Il a bénéficié de l’aide de la Garde côtière américaine, y compris le transfert d’un coupeur de classe Point.
Le commandant est le colonel Afghan Nagiyev.
La Garde côtière a été créée au sein du service des frontières de l'État par ordre présidentiel en 2005. La nouvelle base des garde-côtes a été construite à Bakou, dans le programme d'État sur le «Développement technique de la sécurité des frontières de la République d'Azerbaïdjan en 2006-2010 ”.

## Coopération
Le service national des frontières de l'Azerbaïdjan coopère activement avec les agences de garde-frontières des États voisins tels que la Russie, la Géorgie, la Turquie, l'Iran, le Kazakhstan et le Turkménistan. Dans le cadre de cette coopération, des réunions et des conférences bilatérales et multilatérales sont organisées. En outre, des exercices conjoints réguliers sont organisés avec les services frontaliers de la Russie et du Kazakhstan. La coopération avec les pays voisins visait à améliorer la sécurité de l'espace aérien de l'Azerbaïdjan et de l'espace maritime dans la mer Caspienne. Le service national des frontières de l'Azerbaïdjan collabore également avec l'OTAN dans le même but.
Du 23 au 27 mai 2015, Jassem Mohammad al-Zaabi, directeur général du Bureau général du Conseil supérieur de la sécurité nationale des Émirats arabes unis, chargé de la sécurité des ports et des zones franches, était en visite officielle en Azerbaïdjan. Le but de sa visite était de renforcer la coopération et la lutte contre le terrorisme international, la migration illégale, le trafic de drogue et d'autres crimes.
En 2017, Eltchin Gouliyev, chef du service des frontières de l'Azerbaïdjan et Anatoly Lappo, président du Comité des frontières de la Biélorussie, ont discuté de l'interaction et de la coopération bilatérales au sein du Conseil des commandants des troupes des frontières de la CEI.
En février 2017, un mémorandum a été signé entre le service des frontières de la République d'Azerbaïdjan et le ministère des Affaires intérieures de la Géorgie concernant la création d'un institut spécial de commissaires aux frontières. Le but de cette institution est de renforcer le contrôle de la frontière de l’État et d’assurer la coopération bilatérale pour l’avenir entre la Géorgie et l’Azerbaïdjan.

## Objectifs
Les principaux objectifs du service national des frontières de l’Azerbaïdjan sont la protection des frontières nationales, la lutte contre le terrorisme international, la migration clandestine et le trafic d’êtres humains, la contrebande, le trafic de drogue, la prolifération d’éléments d’armes de destruction massive, la protection du pétrole et la sécurité. plateformes de gaz et des pipelines dans le secteur azerbaïdjanais de la mer Caspienne. En outre, l’un des principaux devoirs du service national des frontières de l’Azerbaïdjan est de vaincre les attaques militaires de troupes ou de groupes criminels de pays étrangers sur le territoire de la République azerbaïdjanaise, de protéger les personnes, les biens de l’État et les biens privés de telles actions militaires et autres et ce genre d'actions.

## Structure
La structure du service national des frontières comprend le siège, les départements et d'autres organisations. Le bureau central du service national des frontières, les gardes-frontières, les unités d'aviation navale et militaire, les unités de contrôle des frontières, les unités militaires, ainsi que d'autres unités structurelles forment ensemble le système unifié du service national des frontières. Les principales unités de la garde directe de la frontière sont le poste frontière, l'unité de contrôle des frontières, le navire frontalier (bateau), le poste technique radio, l'avion frontière, la division de l'organe de recherche opérationnelle, les troupes frontalières autorisées. Le financement des troupes frontalières est effectué aux dépens du budget de l’État de la République d’Azerbaïdjan. Le service national des frontières a été créé sur la base des principes des droits de l'homme et des libertés fondamentales, de la primauté du droit et des principes des forces armées d'Azerbaïdjan.

## Le cadre législatif
La législation sur les troupes frontalières comprend la Constitution de la République d'Azerbaïdjan, la loi en vigueur et d'autres actes législatifs de la République d'Azerbaïdjan, les décrets du président de la République d'Azerbaïdjan, les résolutions du Cabinet des ministres de la République d'Azerbaïdjan, les traités et accords internationaux et intergouvernementaux régissant les relations entre les deux pays. domaine de la protection des frontières des États, actes normatifs des organes compétents de la République azerbaïdjanaise. La loi de la République d'Azerbaïdjan sur les troupes frontalières a été adoptée le 6 janvier 1994. Selon ces lois, le Service national des frontières (SNF) est responsable de la sécurité et de la protection des frontières de l'Azerbaïdjan. La sécurité et la protection des frontières dans les champs (frontières) sont assurées par ses troupes frontalières, qui sont des unités dotées d'équipements militaires. Cette loi détermine également les postes de contrôle de sécurité (sur le sol, la mer et les aéroports) où les citoyens azerbaïdjanais et les étrangers peuvent franchir les frontières, ainsi que la réglementation de ces postes de contrôle. Conformément à la loi sur les frontières dans les postes de contrôle spéciaux lors du franchissement des frontières azerbaïdjanaises, les citoyens azerbaïdjanais et les étrangers doivent passer le contrôle des agents du Service des frontières de l'État, du Comité de la douane, de la sécurité sanitaire du service et autres où c'est nécessaire.

## Drapeaux

### Drapeaux des troupes frontalières et des unités militaires (drapeaux de terre)

Drapeau des troupes frontalières. Note: L'avers du drapeau est semblable au drapeau national
Drapeau des régiments frontaliers. Note: L'avers du drapeau est semblable au drapeau national
Drapeau des unités frontalières. Note: L'avers du drapeau est semblable au drapeau national

### Drapeaux navals

Le drapeau de la garde côtière azerbaïdjanaise
Drapeau du président de l'Azerbaïdjan à bord d'un navire du service des frontières de l'État
Drapeau du chef de la police des frontières - Commandant des troupes frontalières
Drapeau du chef d'état-major des troupes frontalières
Drapeau du commandant d'un groupe de navires
Fanion de commandement des navires de la patrouille frontalière
Fanion en tête de mât des navires de la police des frontières